# Craspedolepta linosiridis
Craspedolepta linosiridis är en insektsart som beskrevs av Loginova 1962. Craspedolepta linosiridis ingår i släktet Craspedolepta och familjen rundbladloppor. Inga underarter finns listade i Catalogue of Life.